# Aqua (Satellit)
Aqua (lateinisch für Wasser, offiziell auch EOS-PM1) ist ein Forschungssatellit der US-amerikanischen Luft- und Raumfahrtbehörde NASA, der Messungen der komplexen Prozesse im Ökosystem der Erde vornehmen soll. Er misst den Niederschlag, die Evaporation und seine Instrumente erheben Daten zu den globalen Wasserkreisläufen. Der Satellit wurde am 4. Mai 2002 gestartet; ihm ging Terra (1999) voraus und ihm folgte Aura (2004) nach. Der Satellit liefert im Jahr 2022, 20 Jahre nach seinem Start noch Daten.
Die Sensorik des Satelliten wurde von der japanischen, der brasilianischen und der US-Weltraumbehörde entwickelt. Aqua kostete 1 Milliarde US-Dollar.
Aqua ist Teil des Earth Observing System (EOS), eines mehrere Missionen umfassenden, längerfristigen Forschungsprogramms der NASA. Die fünf Satelliten Aqua, Aura, CloudSat, PARASOL und CALIPSO bilden zusammen den A-Train.

## Umlaufbahn
Der Satellit bewegt sich auf einer polaren, sonnensynchronen Erdumlaufbahn. Dank dieser Flugbahn ergänzen sich Aqua und der im Jahre 1999 gestartete Satellit Terra gegenseitig, so dass dieselben Gebiete zu verschiedenen Tageszeiten beobachtet werden können, um zum Beispiel die Menge des Niederschlags genauer verfolgen zu können.
Sein Sekundärname EOS-PM1 leitet sich von der Tatsache ab, dass die äquatoriale Überflugszeit des Satelliten auf den Nachmittag fällt.
Beispielsweise überflog er im Oktober 2002 das Gebiet des Aralsees und machte Aufnahmen von ihm (siehe Weblink).

## Mission

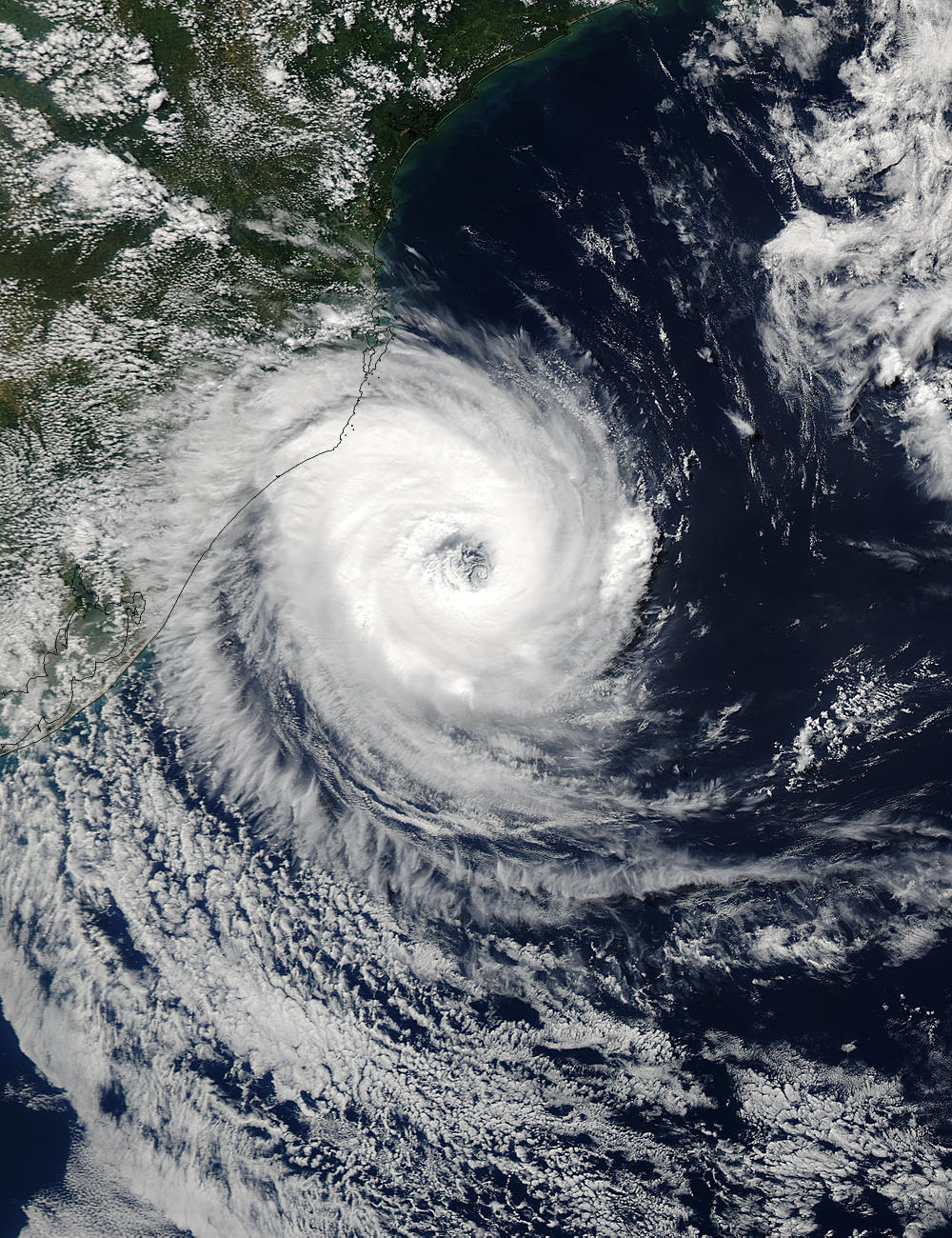
Ein tropischer Wirbelsturm über Südbrasilien

Aquas Haupt-Missionsziel ist es, große Mengen an Informationen über Verdunstung, Wolken und Niederschläge, den Anteil des Wasserdampfes in der Erdatmosphäre und über die Aerosole, aber auch über die Temperatur des Wassers und die Fläche des Meer- und Landeises zu gewinnen. Außerdem hat Aqua die Aufgabe, Veränderungen der Strömungen in den Ozeanen zu untersuchen und soll somit das Verständnis für die Auswirkungen der Wolken, des Oberflächenwassers und seinen Einfluss auf das irdische Klima verbessern.
Mit diesen Informationen sollen Prognosen zu Veränderungen des weltweiten Ökosystems und des Weltklimas verbessert werden. Auch die Genauigkeit von Wettervorhersagen soll mit Hilfe dieses Satelliten gesteigert werden.

## Der Satellit

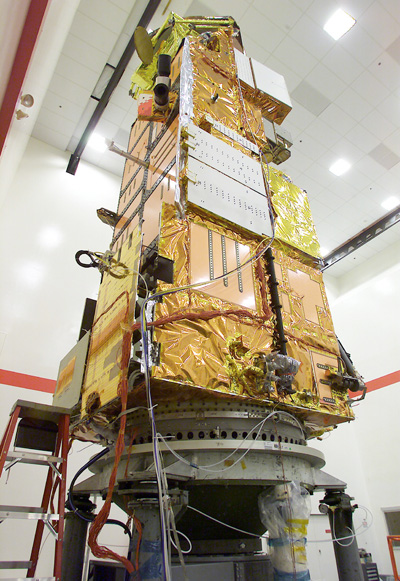
Aqua während der Fertigung

Aqua hat eine Größe von 4,8 × 16,7 × 8,0 Metern und eine Masse von 3.117 kg. Mitgeführt werden ebenfalls 230 Kilogramm Treibstoff für Kurskorrekturen. Mit Hilfe des großen Solarpanels werden 4,4 kW elektrische Leistung erzeugt, um die sechs wissenschaftlichen Instrumente mit Energie zu versorgen.

### Instrumente
Aqua ist mit sechs Messinstrumenten ausgerüstet, die unterschiedliche Eigenschaften haben:
AIRS
(Atmospheric Infrared Sounder) ist ein erweitertes Infrarot-Messgerät, das genaue Temperatur- und Feuchtigkeitsprofile und eine Vielzahl anderer Informationen über die Atmosphäre gewinnen kann. Dieses Instrument hat ähnliche Aufgaben wie die Instrumente AMSU und HSB.
AMSU
Advanced Microwave Sounding Unit
HSB
Humidity Sounder for Brazil
CERES
Clouds and the Earth’s Radiant Energy System
MODIS
Moderate-Resolution Imaging Spectroradiometer
AMSR-E
Advanced Microwave Scanning Radiometer – EOS. Dieses Instrument wurde von JAXA entwickelt.

## Verlauf

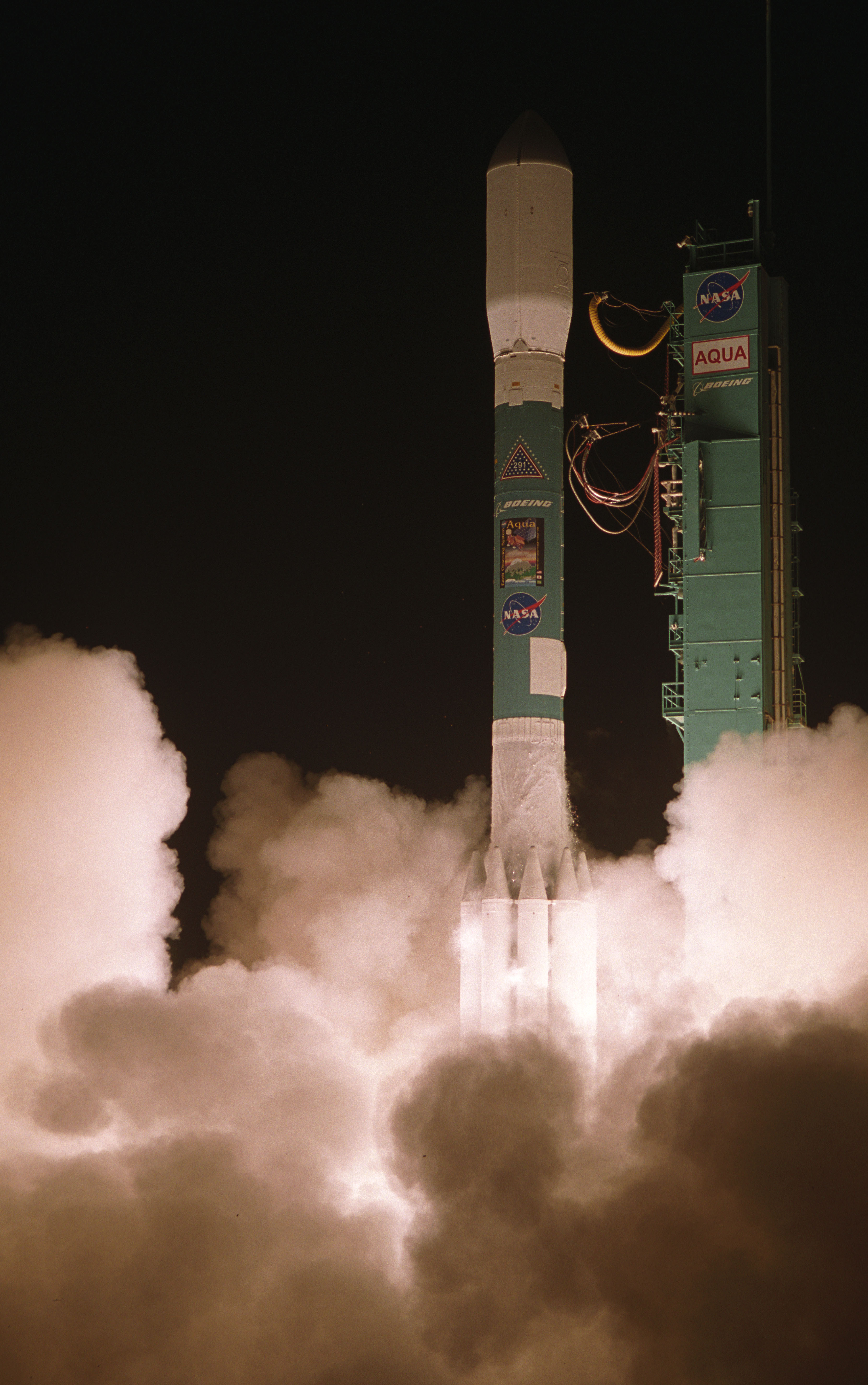
Aqua beim Start an Bord einer Delta-II-Rakete

| Zeitpunkt        | Ereignis |
| ---------------- | --- |
| 4. Mai 2002      | Die Delta II-Rakete, die den Satelliten in eine Erdumlaufbahn transportiert, hebt vom Luftwaffenstützpunkt Vandenberg in Kalifornien ab. Wie geplant trennt sich Aqua während ihres ersten Umlaufs über Afrika von der Rakete und das Solarpanel entfaltet sich einige Minuten später über Europa. Auch das AMSR-E-Instrument wird aus der Transportposition gelöst, gefolgt von den zwei CERES-Instrumenten und der X-Band-Kamera. |
| 12.–14. Mai 2002 | Die Instrumente AMSU und HSB senden erste wissenschaftliche Daten. |
| 10. August 2010  | Messung der bisher tiefsten Temperatur auf der Erdoberfläche: −93,2 °C auf Landeis in der Antarktis. |